# 舞铙

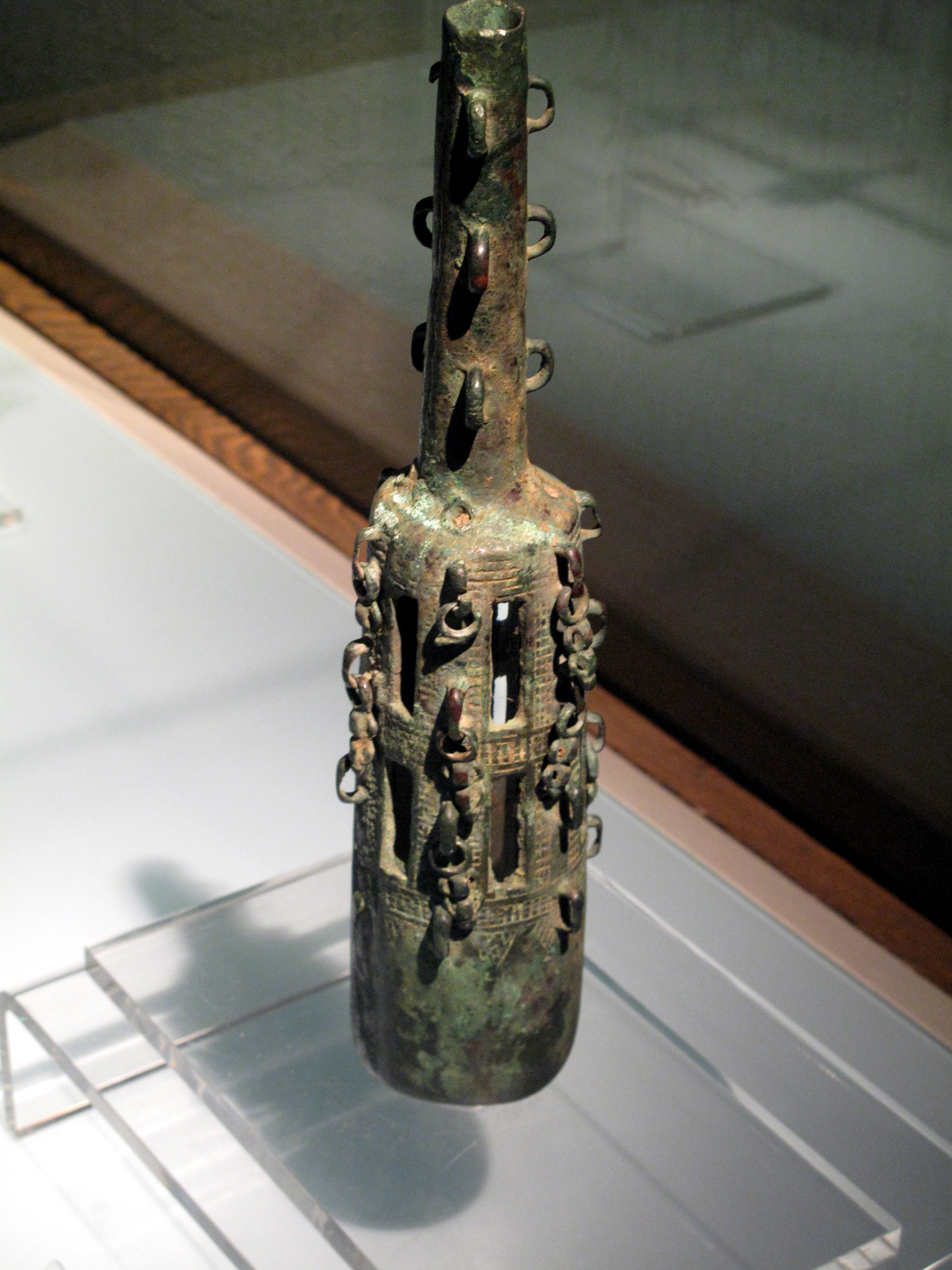
舞铙，现藏于山西博物院

舞铙，是一类商朝时期的青铜乐器文物，现藏于山西博物院。

## 特点
1976年，考古队在山西省石楼县曹家垣村出土舞铙残品。残长29厘米，柄长11厘米。为商朝晚期方国部落的乐器，舞动时发出声音，为北方牧民风格。身部装饰有三条连续纹样装饰带，中为点状方块形均匀分布，为简化鼍纹。器身有多个成规律排列的环，挂有连环。此外在陕西临潼零口乡西周墓中出土类似文物。